# Біляківська сільська рада
Полтавська область — колишній орган місцевого самоврядування у Семенівському районі Полтавської області з центром у селі Біляки.
Населення — 1151 осіб.

## Населені пункти
Сільраді були підпорядковані населені пункти:
- с. Біляки
- с. Грицаї
- с. Поділ